# حمیدالدین ملازهی
حمید الدین ملازهی سیاستمدار متولد ۱۳۳۰ از ایرانشهر و نماینده دو دوره مجلس شورای اسلامی بوده است که در دوره دوم انتخابات مجلس شورای اسلامی با کسب ۳۰٬۰۱۳ رای از ۳۷۸۵۸ کل آرا و در دوره سوم انتخابات مجلس با کسب ۳۱٬۶۶۱ رای از ۵۵٬۰۵۱ آرا به مجلس راه یافت.

## جستارت‌های وابسته
- فهرست نمایندگان دوره دوم مجلس شورای اسلامی
- فهرست نمایندگان دوره سوم مجلس شورای اسلامی
- حوزه انتخابیه ایرانشهر، سرباز، دلگان، راسک٫فنوج، بمپور، بنت، لاشار، آشار و آهوران
- فهرست نمایندگان حوزه انتخابیه ایرانشهر
- نمایندگان حوزه انتخابیه ایرانشهر، سرباز، راسک، بمپور،فنوج، دلگان ، لاشار، بنت،  آهوران و آشار

1. ↑  «نمایندگان ۹ دوره مجلس شورای اسلامی ایرانشهر، دلگان و سرباز چه کسانی بودند؟ | عصر هامون». www.asrehamoon.ir. دریافت‌شده در ۲۰۲۴-۰۹-۲۲.
2. ↑  «حمیدالدین ملازهی». سیاستمدار. دریافت‌شده در ۲۰۲۴-۰۹-۲۰.
3. ↑  rc.majlis.ir https://rc.majlis.ir/fa/parliament_member/show/762145. دریافت‌شده در ۲۰۲۴-۰۹-۲۰. پارامتر |عنوان= یا |title= ناموجود یا خالی (کمک)
4. ↑  «مرکز اسناد آیت الله هاشمی رفسنجانی | مشروح مذاکرات مجلس شورای اسلامی به ریاست آیت الله هاشمی رفسنجانی (دوره سوم – جلسه 3)». rafsanjani.ir. دریافت‌شده در ۲۰۲۴-۰۹-۲۲.